# Красная площадь (Переславль-Залесский)
Кра́сная площадь — центральная площадь города Переславля-Залесского. Находится рядом с городским валом.

## Красная площадь в XII и XIII веках
С XII века Красная площадь была вечевой площадью. На дубовых столбах висел колокол, по звону которого собиралось городское вече.
В 1175 году после неожиданной смерти князя Андрея Боголюбского собравшиеся в Переславле бояре и дружинники на Красной площади избрали своего нового князя Михаила.
18 апреля 1212 года именно здесь Ярослав Всеволодович испросил согласия переславцев принять его князем после Всеволода Большое Гнездо. В знак присяги горожане целовали крест.

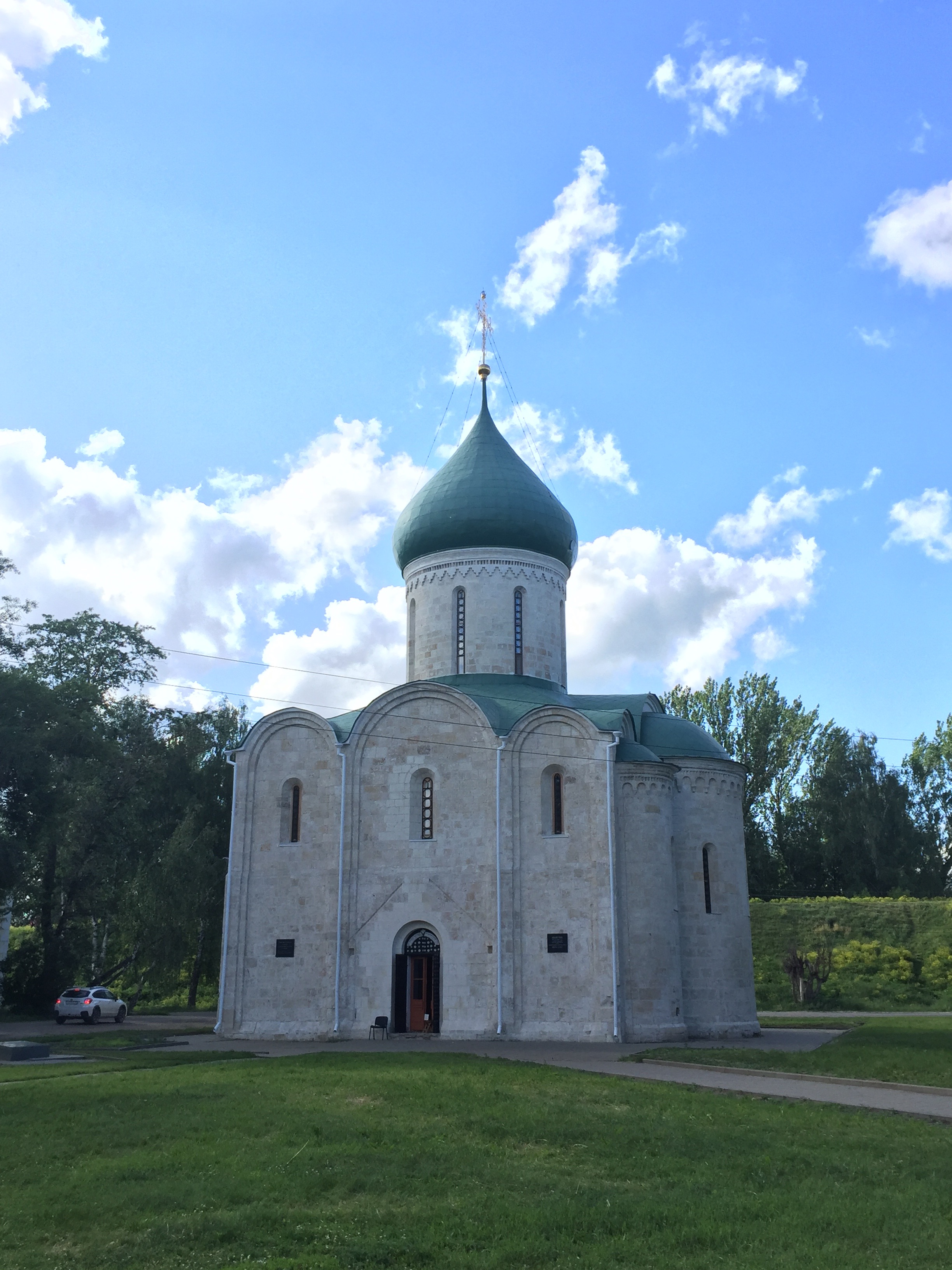
Спасо-Преображенский собор

30 мая 1220 года в княжеских палатах на Красной площади родился Александр Невский. Об этом сообщает мраморная мемориальная доска, установленная на стене Спасо-Преображенского собора в апреле 1964 года.
В 1241 году переславская дружина во главе с Александром Невским отправилась отсюда на битву с немецкими рыцарями.
15 мая 1302 года переславское вече на Красной площади утвердило действительную силу завещания, которое оставил переславский князь Иван Дмитриевич. По этому завещанию город Переславль и всё княжество стало владением московского князя Даниила Александровича. Так переславцы первыми положили камень в основу будущего русского государства.
В 1380 году с Красной площади переславский полк под главенством воеводы Андрея Серкизова отправился по призыву Дмитрия Донского на Куликовскую битву.
В 1480 году великий князь Иван III принимал тут на государевом дворе литовского посла.

## Красная площадь в XVI веке
В XVI столетии рядом с собором стояла деревянная звонница и тёплая деревянная церковь Благовещения. Напротив собора около нынешней Садовой улицы в 1583 году стоял осадный двор Горицкого монастыря, а рядом с ним «Баженов двор Толстикова, в леве от дворишка Степановского человека Поливанова Дружинки, да… попов Ивановской двор Курганова». С 1519 года находился «у Спаса у Соборной церкви митрополичий двор», который к XVII веку стал «патриаршим десятинничем двором», рядом двор соборного протопопа Ивана Семёнова: «а на дворе хором изба да горница на подклете промеж ими сени да анбар под ним погреб, двор огорожен пряслы и с порубы, ворота передние и задние». Оба двора стояли фасадом к площади, а огородами выходили к городскому валу.
Между собором и церковью Петра митрополита стоял «двор Великого государя». На его месте в XVII веке был воеводский двор, а рядом с ним разрядная, приказная и съезжая избы, перестроенные в 1685 году. Здесь же в 1788 году стояло здание «присутственных мест», где размещалась Переславская провинциальная канцелярия.

## Красная площадь в XIX веке
17 января 1854 года на Красной площади переславцы провожали на Крымскую войну 1-ю лёгкую артиллерийскую батарею 16-й артиллерийской бригады, которая много лет квартировала в Переславле. Поутру во Владимирском соборе была совершена литургия, и батарея ожидала на площадке около собора. После литургии на площади был отслужен напутственный молебен и вся батарея окроплена святой водою. Солдаты получили по чарке водки. Около 11 утра батарея выступила, провожаемая всеми местными дворянами и чиновниками, купечеством и гражданами города, тысячами крестьян.
8 марта 1856 года тысячи переславцев встречали тут матросов 32-го флотского экипажа, проходящего маршем из Крыма в Архангельск, в числе 472 человек. Предводитель дворянства, градоначальник, дворяне, чиновники и купечество отправились навстречу морякам для поднесения хлеб-соли. Для низших чинов на площади была приготовлена водка. Толпы горожан «смотрели прямо в глаза матросам, любуясь ими, как героями-защитниками Севастополя». 10 марта флотский экипаж отправился в дальнейший путь.

## Красная площадь в начале XX века
Впервые в истории Переславля-Залесского 1 мая 1917 года переславцы собрались на Красной площади, чтобы встретить Международный день солидарности трудящихся по решению первого городского Совета рабочих депутатов. На красных транспарантах были написаны лозунги: «Да здравствует демократическая республика!», «Да здравствует женщина-гражданка!», «Пролетарии всех стран, соединяйтесь!» Играл оркестр, звучали песни: «Варшавянка», «Рабочая Марсельеза».
12 октября 1919 года на Красной площади состоялись торжественные проводы переславских коммунистов и комсомольцев, который отправились на защиту России от белогвардейских войск.
С этих пор до осени 1929 года Красная площадь была местом для первомайских и октябрьских праздничных собраний. С 1930 года праздники были перенесены на Народную площадь.

## Красная площадь сегодня

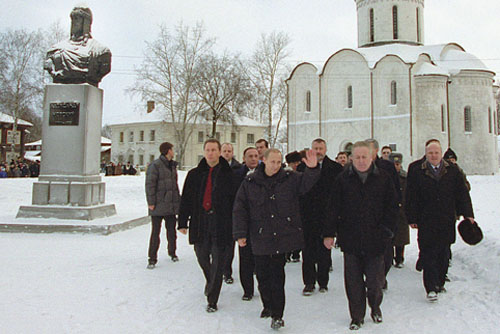
6 января 2002 года Президент России Владимир Путин посетил Красную площадь, осмотрел её памятники и прошёл возле бюста Александра Невского

В 1971 году Переславский городской совет народных депутатов принял решение благоустроить Красную площадь. Были снесены деревянные здания, бывшие в не самом лучшем состоянии. В феврале 1971 года был объявлен конкурс на лучший проект новой планировки центральной городской площади. Победителями конкурса стали архитекторы Иван Борисович Пуришев и Г. М. Борисова. По новому плану главная ось площади направлена от Советской улицы к Спасо-Преображенскому собору. На площади сделаны пешеходные дорожки. Рядом с оградой бывшего Сретенского монастыря обустроена стоянка для туристических автобусов.
Многие работы по планировке площади выполнил химический комбинат «Славич». Трестом «Переславльстрой» были доставлены плиты для дорожек, а сотрудники фабрики «Красное эхо» выложили ими пространство вокруг собора и дорожку от Советской улицы. Новое каменное надгробие на могиле переславских коммунистов обеспечила фабрика «Новый мир».

## Памятники на Красной площади

### Архитектурные памятники
- Спасо-Преображенский собор — отдел Переславского музея-заповедника
- Владимирско-Сретенский собор
- церковь Александра Невского
- церковь Петра митрополита
- здание богадельни (магазин)

### Могилы переславских большевиков
На площади находятся могилы переславских большевиков: первого переславского военного комиссара С. А. Петрова и сотрудника переславского уездного комитета ВКП(б), политического работника И. П. Кусина. Временный деревянный памятник на их могиле появился в 1920 году, и после Великой Отечественной войны он был исправлен. Однако и это было временное деревянное сооружение.
В мае 1973 года в Москве собрался совет Художественного фонда РСФСР под председательством скульптора Л. Е. Кербеля. Совет утвердил проект нового каменного надгробия. Авторами памятника стали архитекторы Иван Борисович Пуришев и Л. А. Казакова.
Иван Петрович Кусин (1891—1920) родился в Луговой слободе в бедной крестьянской семье. Его родители тяжело трудились, чтобы дать сыну образование, и смогли оплатить его учёбу в переславской гимназии. Был инструктором Переславского уездного комитета ВКП(б). В годы гражданской войны он служил военным комиссаром дивизии.
17 сентября 1919 года Кусин подал заявление в уездный комитет партии: «Искренне откликаюсь на призыв, который зовёт коммунистов вперёд на Восточный фронт. Иду добровольно».
На фронте Кусин получил тяжёлое ранение в грудь, были серьёзно повреждены лёгкие. Он смог вернуться на родину и лечился в Борисовской больнице, однако умер в возрасте всего 29 лет. Его похоронили возле Спасо-Преображенского собора при большом стечении народа.

### Камень
В 1972 году на Красной площади появился большой валун серо-синего цвета. Он был найден на правом берегу реки Трубеж возле моста, на месте разобранной Сергиевской церкви, и лежал в основании одного из западных углов здания. По своему цвету и фактуре поверхности он напоминает Синий камень, который лежит на болотистом берегу Плещеева озера. Вместе с другими валунами он был принесён в Переславль в ледниковую эпоху. Этому камню более 2,5 миллиарда лет. Камень был поднят на поверхность и выставлен на Красной площади по предложению архитектора Ивана Борисовича Пуришева.

### Памятник Александру Невскому
28 декабря 1958 года по решению Советского правительства на площади открыт памятник жителю города Переславля князю Александру Невскому. Авторы памятника скульптор С. М. Орлов и архитектор Я. Капица. Белое покрывало с памятника сняли кавалеры ордена Александра Невского переславцы В. Н. Кротиков и В. И. Горшунов.

## Археологические раскопки
Летом 1854 года Павел Степанович Савельев провёл раскопки на Красной площади вокруг Спасо-Преображенского собора и возле церкви Петра митрополита. Было найдено 10 каменных могильных плит, из них 4 с надписями. Это плиты 1538, 1539, 1654 и 1719 годов.
В июле 1939 года Переславский музей-заповедник провёл раскопки на Красной площади. Руководителем работ был археолог Николай Николаевич Воронин.
Археологические работы проходили во время реконструкции площади в 1971 и 1972 годах. Наблюдение вели архитектор Иван Борисович Пуришев и археолог Е. В. Каменецкая. Обнаружены поливные плиты соборного пола XII века, бытовые предметы, нож XIII века, черно-лощёная керамика XIII—XV веков, кованые гвозди XVII века.